# Ouémé
Ouémé (franciául: Département du Ouémé) Benin tizenkét megyéjének egyike, székhelye Porto Novo. 1999-ben lett külön megye, előtte a terület Plateau-val egy megyéhez tartozott.

## Földrajz
Az ország délkeleti részén található. Keletre Nigéria, délre az Atlanti-óceán határolja.
9 település van a megyében:
Megyeszékhely: Porto Novo
Adjarra, Adjohoun, Aguégués, Akpro-Missérété, Avrankou, Bonou, Dangbo és Sèmè-Kpodji.

## Népesség
32,9% a Gun, 22,0% az Oueme és 15,4% a Fon nemzetiséghez tartozik.

## Vallások
A vudu vallásúak aránya 11,0%-ra tehető. 67,0%-uk kereszténynek vallja magát. 12,1% az iszlám követőinek aránya.